# Comitetul Național Român (1940)
Comitetul Național Român a fost o organizație română înființată la Londra pe 29 noiembrie 1940, în timpul celui de-al Doilea Război Mondial. Printre scopurile sale erau obținerea de adeziuni ale occidentalilor la manifestări împotriva regimului național legionar și coordonarea acțiunilor exilaților din Statele Unite și Canada. La conducerea Comitetul Național Român s-au aflat diplomatul Viorel Virgil Tilea (președinte), George Dumitrescu, Matyla C. Ghyka, C. Laptew (vicepreședinți), Dimitrie Dimăncescu, Traian Belitoreanu, Marcu Beza, A.M. Callimachi, Barbu Niculescu, Ion Rațiu, Otto Șmilovici, Sanda Stătescu și C. Vârcolici (membri). 